# Ruppertskirchen (Arnstorf)
Ruppertskirchen ist ein Gemeindeteil des Marktes Arnstorf im Landkreis Rottal-Inn in Niederbayern.

## Geographie
Der Weiler mit Kirche Ruppertskirchen liegt am Simbach zwischen Arnstorf und Simbach b. Landau an der Staatsstraße 2112. Vor der Gemeindegebietsreform war Ruppertskirchen eine eigenständige Gemeinde mit 42 Gemeindeteilen. Damals war Ruppertskirchen die größte Gemeinde im heutigen Markt Arnstorf und flächenmäßig die zweitgrößte Gemeinde im Altlandkreis Eggenfelden. Es hatte einen Haltepunkt an der ehemaligen Bahnstrecke Landau–Arnstorf.
Folgende Orte gehörten zur Gemeinde Ruppertskirchen: Aicha, Altmannskinden, Asbach, Bergham, Blumdorf, Bruckbach, Bruckmühle, Dingelsberg, Döttenberg, Eck, Ed, Eiselstorf, Freising, Furtschneid, Grafendorf, Hag, Holz, Kattenberg, Kolmöd, Kornöd, Lindach, Mühlberg, Niederlucken, Nömer, Picklöd, Puch, Püchl, Raisting, Reitberg, Schröttendorf, Sendllmeier, Sichenpoint, Siegerstorf, Sommerstorf, Staudach, Steindorf, Stelzenöd, Stockahausen, Volkstorf, Zenzlhub, Zwilling.
Ruppertskirchen selbst besteht aus 9 Häusern mit knapp 20 Einwohnern und einem Wirtshaus.

## Geschichte
Der Ortsname geht auf das schon 1614 erwähnte Rueperskhürchen (Siedlung bei der Kirche des Hl. Rupert) zurück. Die Kirche in Ruppertskirchen ist, wie der Ortsname schon sagt, dem Hl. Rupert geweiht. Der Vorgängerbau, eine spätromanische Anlage, ist im 13. Jahrhundert entstanden und war ursprünglich dem Heiligen Lampertus geweiht. In der 1818 durch das Gemeindeedikt in Bayern entstandenen ehemaligen Gemeinde wurde 1885 die Freiwillige Feuerwehr Ruppertskirchen gegründet. Am 1. Januar 1972 wurde Ruppertskirchen nach Arnstorf eingemeindet. Die Straße durch Ruppertskirchen wurde zur Erinnerung an den letzten Bürgermeister der Gemeinde Ruppertskirche, Peter Huber aus Siegerstorf, benannt.